# Mario Pacor
Mario Pacor, italijanski novinar in zgodovinar, slovenskega rodu, * 12. marec 1915, Trst, Avstro-Ogrska, † 1. maj 1984, Bergamo, Italija.

## Življenje in delo
Rodil se je v družini tržaškega delavca Giovannija in gospodinje Marije Pacor rojene Ferfolja. Osnovno šolo in klasični licej je obiskoval v rojstnem kraju, kjer je leta 1933 tudi maturiral. Bil je član raznih fašističnih organizacij, vendar je zaradi druženja s tržaškimi delavci in tudi slovenskimi komunisti politično do leta 1940 prešel na levico. Po maturi nekaj časa ni imel stalne zaposlitve, občasno je objavljal članke v tržaškem listu Popolo di Trieste, poučeval na srednji šoli in bil leta 1939 sprejet v službo v Lloyd Triestino. Ob tem je študiral pravo na Univerzi v Padovi in 1939 tam doktoriral. Po izbruhu vojne je bil vpoklican k vojakom, služil je pri artileriji v Klani in nato v Trstu na poveljstvu tržaške cone. Leta 1942 je že bil član komunističnega odporniškega gibanja in aprila 1943 aretiran. Po italijanski kapitulaciji je uspel pobegniti iz zapora. Do avgusta 1944, ko je odšel v partizane, se je skrival pred oblastmi. V partizanih se je najprej pridružil borcem v Južnoprimorskem odredu. Kasneje je bil častnik za zvezo med 9. korpusom in  italijanskimi garibaldinskimi brigadami. Oktobra 1944 je pričel urejati list Il Nostro Avvenire, katerega je v Trstu urejal še nekaj časa po končani vojni. Tu je bil aktiven v komunističnem gibanju, vodil pa je tudi časnik Il Lavoratore, 1948 pa se je kot večina tržaških komunistov opredelil za resolucijo Informbiroja. Krajši čas je kot novinar sodeloval z listom Stasera, nato pa vse do 1961 s časopisom Unità, tudi kot urednik v Milanu. Po odhodu iz Trsta je počasi omilil svoja politična stališča, pričel pa se je tudi intenzivno ukvarjati s polpreteklo zgodovino, predvsem s tako imenovanim vzhodnim vprašanjem Italije; Julijsko krajino in odnosi med Italijo in Socialistično federativno republiko Jugoslavijo. S tega področja raziskovanja je že leta 1964 izdal knjigo Confine orientale. Questione nazionalle e Resistenza nel Friuli-Venezia Giulia, ki je imela velik odmev, z njo pa si je pridobil sloves resnega in upoštevanega zgodovinarja. Leta 1967 je postal prvi ravnatelj Inštituta za zgodovino odporniškega gibanja v Novari, ki ga je vodil 10 let. Napisal je še nekaj odmevnih knjig, med njimi tudi Italia e Balcani del Risorgimento alla Resistenzia (Milano, 1968) in Lotte sociali e querriglia in pianura (Rim, 1972) ter organiziral nekaj znanstvenih posvetovanj.